# Christian Fischer (Schiedsrichter)

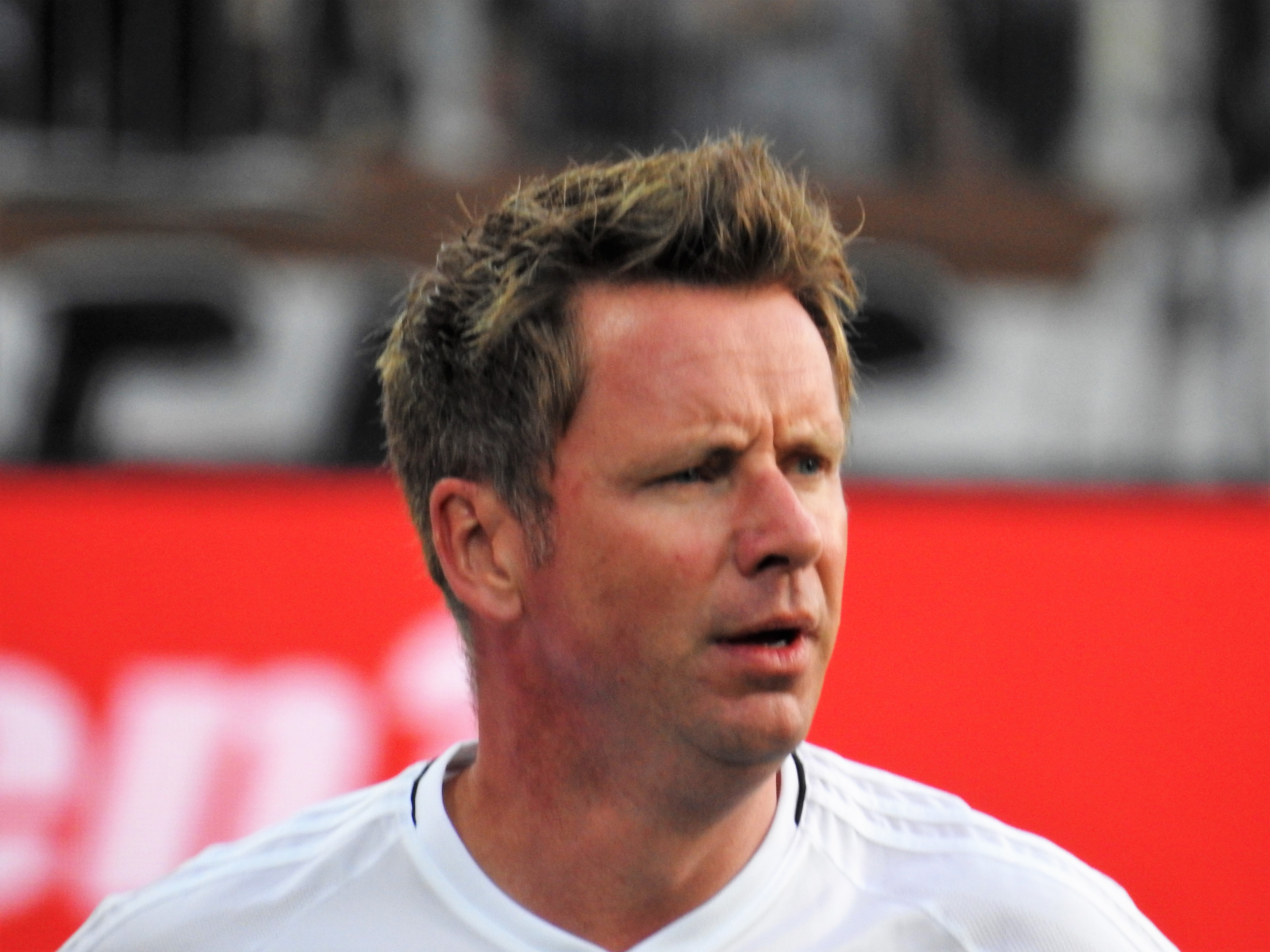
Christian Fischer 2017

Christian Fischer (* 4. August 1970 in Dortmund) ist ein deutscher Fußballschiedsrichter.
Fischer lebt in Hemer und ist von Beruf Lehrer (Studiendirektor). Bis April 2022 unterrichtete er am Gymnasium An der Stenner in Iserlohn Englisch und Sport und war dort seit dem Schuljahr 2016/2017 stellvertretender Schulleiter. Am 27. April 2022 trat er eine neue Stelle als Leiter des Fichte-Gymnasiums Hagen an.
Fischer war von 2004 bis 2015 DFB-Schiedsrichter für die SG Hemer. Studiert hat Fischer von 1993 bis 1998 an der Universität Dortmund. In dieser Zeit schloss er sich dem Fußballverein Grashüpfer Olpkebach 1988 e. V. in Dortmund als Schiedsrichter an und schaffte innerhalb von 10 Jahren den Aufstieg in die Bundesliga. Nach Differenzen mit dem Kreisschiedsrichterausschuss in Dortmund wechselte er 2004 in seinen Heimatort/-kreis nach Hemer. Nachdem sein alter Verein die Schiedsrichter-Aufwandsentschädigungen gestrichen hat, entschied er sich ab der Saison 2015/16 zu einem Vereinswechsel zu Holzpfosten Schwerte. Er leitet seit 2005 Spiele der Zweiten Fußball-Bundesliga und ist Assistent in der ersten Liga.
Am 11. August 2012, während der Vorbereitung auf die Bundesliga-Saison 2012/13, leitete Fischer ein Testspiel zwischen Fortuna Düsseldorf und Benfica Lissabon. In der 43. Minute wurde er von Benfica-Profi Luisão per Bodycheck zu Boden gerammt, nachdem er einen Teamkollegen Luisãos vom Platz gestellt hatte. Fischer war für ein paar Minuten benommen und brach das Spiel anschließend ab.

## Internationale Einsätze
Bereits 2003 war Fischer im Finale der Korea Professional Football League als Schiedsrichter tätig. Am 3. Oktober 2007 leitete er das Finalhinspiel um die südkoreanische Meisterschaft zwischen den Pohang Steelers und Seongnam Ilhwa (Endstand 3:1).

Im Champions-League-Gruppenspiel am 23. Oktober 2013 zwischen Real Madrid und Juventus Turin im Estadio Santiago Bernabéu, Madrid fungierte der Hemeraner als vierter Offizieller.